# Petrified Forest National Wilderness Area
La Petrified Forest National Wilderness Area est une aire protégée américaine située dans les comtés d'Apache et Navajo, en Arizona. Fondée en 1970, elle protège 203,4 km2 dans le parc national de Petrified Forest. Elle culmine à 1 897 m d'altitude à Pilot Rock.